# Шееле, Карл Вильгельм
Карл Вильге́льм Ше́еле (швед. Carl Wilhelm Scheele; 9 декабря 1742, Штральзунд — 21 мая 1786, Чёпинг (коммуна)) — немецкий и шведский химик-фармацевт. Он выделил и исследовал множество химических соединений, а также стал первооткрывателем нескольких химических элементов, в частности, кислорода.

## Биография
Карл Вильгельм Шееле родился в городе Штральзунде в Померании, которая на тот момент входила в состав Швеции, в семье пивовара и торговца зерном.
Учился в частной школе в Штральзунде, но уже в 1757 году переехал в Гётеборг. Поскольку родители не имели средств для того, чтобы дать ему высшее образование (Карл был седьмым сыном в семье), он стал учеником аптекаря и активно занимался самообразованием. Работая в аптеке, Шееле достиг большого искусства в химическом эксперименте. Проработав восемь лет в Гётеборге, Шееле переехал в Мальмё, где смог по вечерам заниматься научными исследованиями в лаборатории аптекаря. Затем Шееле работал в аптеках Стокгольма (1768—1769), Уппсалы (1770—1774) и, наконец, в 1775 году приобрёл аптеку в Чёпинге, где и занимался исследованиями до конца жизни. Таким образом внёс большой вклад в развитие химии.
Слава Шееле как выдающегося экспериментатора распространилась далеко за пределы Швеции; прусский король Фридрих II приглашал его занять кафедру химии в Берлинском университете, однако Шееле отклонил приглашение. В 1775 году за выдающиеся достижения в области химии он был избран действительным членом Шведской королевской Академии наук, став единственным учёным, который удостоился этой чести, не имея высшего образования.
Шееле принадлежит открытие множества неорганических и органических веществ. В 1774 году он показал, что пиролюзит, считавшийся ранее разновидностью магнитного железняка, представляет собой соединение неизвестного металла. Тогда же при взаимодействии соляной кислоты и пиролюзита при нагревании был впервые получен хлор. Позже им были получены триоксид молибдена (1778) и триоксид вольфрама (1781) из природных минералов молибденита и вольфрама (шеелита). В 1779 году действием свинцового глёта на растительные и животные жиры Шееле впервые получил глицерин.
Им также открыты тетрафторид кремния (1771), оксид бария (1774), мышьяковистый водород (1775), винная (1769), кремнефтористоводородная, фтороводородная (1771), мышьяковая (1775), щавелевая, мочевая (1776), молочная (1780), синильная, серная (1782) кислоты.

В 1769 году Шееле разработал способ производства фосфора из золы, образующейся при обжиге костей. В 1774 году Шееле выделил в свободном виде марганец и оксид бария; детально описал свойства хлора. В 1775 году открыл мышьяковистый водород и мышьяковую кислоту, в 1777 году получил и исследовал сероводород и другие сернистые соединения. В 1777 году одновременно с Феличе Фонтана он обнаружил способность свежепрокалённого древесного угля поглощать газы. В труде «Химический трактат о воздухе и огне» Шееле описал получение и свойства «огненного воздуха» и указал, что атмосферный воздух состоит из двух «видов воздуха»: «огненного» — кислорода и «флогистированного» — азота. Несмотря на то что он впервые в истории в 1772 году получил в лабораторных условиях кислород, приоритет открытия кислорода принадлежит Джозефу Пристли (1774), так как труд Шееле был опубликован только в 1777 году. Шееле первым получил и исследовал перманганат калия KMnO4 — всем известную «марганцовку», которая теперь широко применяется в химических экспериментах и в медицине, открыл сероводород H2S.
Осенью 1785 года Шееле начал страдать от симптомов заболевания почек. В начале 1786 года к этому присоединилось заболевание кожи, которое в сочетании с проблемами с почками настолько ослабило его, что он мог предвидеть свою раннюю смерть. Имея это в виду, за два дня до смерти он женился на вдове своего предшественника, бывшего городского аптекаря, чтобы передать ей аптеку и другие его активы.
Многие соединения и элементы, которые он использовал для своих экспериментов, были изначально опасны, в особенности тяжелые металлы, тем не менее, как и большинство его современников, в эпоху, когда было мало методов химической характеристики, Шееле проверял на запах и вкус все новые вещества, которые он открывал.
Совокупное воздействие мышьяка, ртути, свинца, их соединений и, возможно, плавиковой кислоты, которую он обнаружил ранее, а также других веществ, сказалось на Шееле, и от частых экспериментов без надлежащей вентиляции сильно пострадало его здоровье. В 1786 году он преждевременно умер. Некоторые источники приписывают его смерть синильной кислоте, а некоторые, отравлению ртутью.
Во время посещения Парижа шведским королём Густавом III к нему явилась делегация французских учёных и высказала почтение в связи с работой в Швеции выдающегося химика Карла Вильгельма Шееле, открывшего многие органические и неорганические вещества. Так как король никогда не слышал о Шееле, он отделался общими фразами, а затем немедленно издал приказ возвести химика в рыцарское достоинство. Однако премьер-министр тоже не знал учёного, и в результате титул графа достался другому Шееле — лейтенанту артиллерии, а химик так и остался неизвестным для короля и придворных.
В честь Шееле названы небольшой кратер на поверхности Луны и малая планета (12356) Карлшееле, Премия Шееле, минерал шеелит, а также краситель «Зелень Шееле».